# Jan Dam
Jan Christian Dam (Tórshavn, 7 settembre 1968) è un ex calciatore faroese, di ruolo difensore.